# 稲賀龍二
稲賀 龍二（いなが りゅうじ、嘉永元年12月21日（1849年1月15日） - 昭和6年（1931年）3月15日）は日本の政治家。上道村長（初代、第4代）。境町長（第11代）。元鳥取県会議員（議長、副議長）、郡会議員（議長）、村会議員。
孫娘のしげのは元郵政大臣手島栄の妻。同じく孫の稲賀幸は元稲賀外科医院長。鳥取県済生会境港総合病院院長稲賀潔は曾孫。

## 経歴
伯耆国会見郡上道村（現鳥取県境港市上道町）に生まれた。父貞次郎は最後の上道村庄屋。
明治21年（1888年）鳥取県会議員に当選、その後明治28年（1895年）から明治32年（1899年）にかけて当選3回、その間明治30年（1897年）には第15代の県会議長に就任した。
明治22年（1889年）町村制実施のさい推されて上道村長に就任、以来長期にわたり村長の要職を兼務した。昭和3年（1928年）には境町長も務めた。
明治29年（1896年）西伯郡会発足とともに郡会議員に当選、大正8年（1919年）まで4期を務め、その間大正4年（1915年）には郡会議長に就任した。
明治41年（1908年）には村政の業績により村長として県から表彰され明治44年（1911年）には上道村が内務省から表彰された。

## 稲賀家戸長文書
地域の代表的戸長と称される稲賀脩一郎家には、最後の上道村庄屋であった父貞次郎と初代上道村長を務めた弟龍二のものを含め、幕末から大正時代にかけての政治・社会資料が多数残されている。このうち脩一郎関係の戸長文書としては、区内各村に関する戸数･人口等の調査や、区内人民からの苗字届、他所出（旅行）願等の「戸籍関係事件文書」のほかに、｢石代納の平均値段、貢米･雑税の上納方法についての伺い｣や「区内灘で難破した他国船の積米引揚伺い｣等があって、戸長職の多様な事務を推察される。